# 2001–2002-es UEFA-bajnokok ligája (második csoportkör)
A 2001–2002-es UEFA-bajnokok ligája második csoportkörének mérkőzéseit 2001. november 20. és 2002. március 20. között játszották le.
A második csoportkörben az a 16 csapat vett részt, amelyek a csoportkör során a saját csoportjuk első két helyének valamelyikén végeztek. A csoportokban a csapatok körmérkőzéses, oda-visszavágós rendszerben mérkőztek meg egymással. A csoportok első két helyezettje az egyenes kieséses szakaszba jutott. A harmadik és negyedik helyezettek kiestek.

## Sorsolás
A sorsolás előtt a csapatokat négy darab négycsapatos kalapba sorolták a csoportkörbeli helyezések és az UEFA-együtthatók sorrendjében. Az első két kalapba kerültek a csoportkör első helyezettjei, a 3. és 4. kalapba a második helyezettek. Minden kalapból minden csoportba egy-egy csapatot sorsoltak. Egy csoportba nem kerülhetett két azonos nemzetiségű csapat.
| Csapat                   | Együttható | Kalap |
| ------------------------ | ---------- | ----- |
| Bayern München (címvédő) | 110,315    | 1     |
| Real Madrid              | 114,604    | 1     |
| FC Barcelona             | 108,604    | 1     |
| Juventus                 | 98,119     | 1     |
| Liverpool FC             | 73,643     | 2     |
| Deportivo La Coruña      | 63,604     | 2     |
| FC Nantes                | 45,175     | 2     |
| Panathinaikósz           | 37,183     | 2     |

| Csapat            | Együttható | Kalap |
| ----------------- | ---------- | ----- |
| Manchester United | 110,643    | 3     |
| Arsenal           | 76,643     | 3     |
| Galatasaray SK    | 71,987     | 3     |
| FC Porto          | 68,136     | 3     |
| AS Roma           | 68,119     | 4     |
| Bayer Leverkusen  | 56,315     | 4     |
| Sparta Praha      | 37,395     | 4     |
| Boavista          | 28,136     | 4     |

## Csoportok

### Sorrend meghatározása
Ha két vagy több csapat a csoportmérkőzések után azonos pontszámmal állt, az alábbiak alapján kellett meghatározni a sorrendet:
1. az azonosan álló csapatok mérkőzésein szerzett több pont
2. az azonosan álló csapatok mérkőzésein elért jobb gólkülönbség
3. az azonosan álló csapatok mérkőzésein idegenben szerzett több gól
4. az összes mérkőzésen elért jobb gólkülönbség
5. az összes mérkőzésen szerzett több gól
6. az azonosan álló csapatok és nemzeti szövetségük jobb UEFA-együtthatója az előző öt évben

Az időpontok közép-európai idő/közép-európai nyári idő szerint értendők.

### A csoport
| Hely. | Csapat            | M | Gy | D | V | G+ | G– | Gk  | P  | Továbbjutás                                |     | MUN | BAY | BOA | NAN |
| ----- | ----------------- | - | -- | - | - | -- | -- | --- | -- | ------------------------------------------ | --- | --- | --- | --- | --- |
| 1.    | Manchester United | 6 | 3  | 3 | 0 | 13 | 3  | +10 | 12 | Továbbjutott az egyenes kieséses szakaszba |     | —   | 0–0 | 3–0 | 5–1 |
| 2.    | Bayern München    | 6 | 3  | 3 | 0 | 5  | 2  | +3  | 12 | Továbbjutott az egyenes kieséses szakaszba |     | 1–1 | —   | 1–0 | 2–1 |
| 3.    | Boavista          | 6 | 1  | 2 | 3 | 2  | 8  | −6  | 5  |                                            |     | 0–3 | 0–0 | —   | 1–0 |
| 4.    | Nantes            | 6 | 0  | 2 | 4 | 4  | 11 | −7  | 2  |                                            | 1–1 | 0–1 | 1–1 | —   |     |

| 2001. november 20. 20:45 |

| Boavista    | 1–0               | FC Nantes |
| ----------- | ----------------- | --------- |
| Sánchez 24' | (1–0) Jegyzőkönyv |           |

| Estádio do Bessa, Porto Nézőszám: 7700 Játékvezető: Jan Wegereef (holland) |

| 2001. november 20. 20:45 |

| Bayern München | 1–1               | Manchester United  |
| -------------- | ----------------- | ------------------ |
| Sérgio 87'     | (0–0) Jegyzőkönyv | Van Nistelrooy 74' |

| Olympiastadion, München Nézőszám: 59 000 Játékvezető: Anders Frisk (svéd) |

| 2001. december 5. 20:45 |

| Manchester United                | 3–0               | Boavista |
| -------------------------------- | ----------------- | -------- |
| Van Nistelrooy 31' 62' Blanc 55' | (1–0) Jegyzőkönyv |          |

| Old Trafford, Manchester Nézőszám: 66 274 Játékvezető: Antonio Jesús López Nieto (spanyol) |

| 2001. december 5. 20:45 |

| FC Nantes | 0–1               | Bayern München |
| --------- | ----------------- | -------------- |
|           | (0–0) Jegyzőkönyv | Sérgio 65'     |

| Stade de la Beaujoire, Nantes Nézőszám: 28 167 Játékvezető: Pierluigi Collina (olasz) |

| 2002. február 20. 20:45 |

| FC Nantes   | 1–1               | Manchester United               |
| ----------- | ----------------- | ------------------------------- |
| Moldovan 9' | (1–0) Jegyzőkönyv | Van Nistelrooy 90+4' (11-esből) |

| Stade de la Beaujoire, Nantes Nézőszám: 35 783 Játékvezető: Kyros Vassaras (görög) |

| 2002. február 20. 20:45 |

| Boavista | 0–0         | Bayern München |
| -------- | ----------- | -------------- |
|          | Jegyzőkönyv |                |

| Estádio do Bessa, Porto Nézőszám: 10 400 Játékvezető: Ľuboš Micheľ (szlovák) |

| 2002. február 26. 20:45 |

| Manchester United                                                        | 5–1               | FC Nantes    |
| ------------------------------------------------------------------------ | ----------------- | ------------ |
| Beckham 18' Solskjær 31' 78' Silvestre 38' Van Nistelrooy 64' (11-esből) | (3–1) Jegyzőkönyv | Da Rocha 17' |

| Old Trafford, Manchester Nézőszám: 66 492 Játékvezető: Manuel Mejuto González (spanyol) |

| 2002. február 26. 20:45 |

| Bayern München | 1–0               | Boavista |
| -------------- | ----------------- | -------- |
| Santa Cruz 81' | (0–0) Jegyzőkönyv |          |

| Olympiastadion, München Nézőszám: 32 000 Játékvezető: Terje Hauge (norvég) |

| 2002. március 13. 20:45 |

| FC Nantes    | 1–1               | Boavista       |
| ------------ | ----------------- | -------------- |
| Moldovan 43' | (1–0) Jegyzőkönyv | Martelinho 78' |

| Stade de la Beaujoire, Nantes Nézőszám: 26 929 Játékvezető: Hugh Dallas (skót) |

| 2002. március 13. 20:45 |

| Manchester United | 0–0         | Bayern München |
| ----------------- | ----------- | -------------- |
|                   | Jegyzőkönyv |                |

| Old Trafford, Manchester Nézőszám: 66 818 Játékvezető: Gilles Veissière (francia) |

| 2002. március 19. 20:45 |

| Boavista | 0–3               | Manchester United                             |
| -------- | ----------------- | --------------------------------------------- |
|          | (0–2) Jegyzőkönyv | Blanc 14' Solskjær 29' Beckham 51' (11-esből) |

| Estádio do Bessa, Porto Nézőszám: 11 383 Játékvezető: Konrad Plautz (osztrák) |

| 2002. március 19. 20:45 |

| Bayern München           | 2–1               | FC Nantes   |
| ------------------------ | ----------------- | ----------- |
| Jeremies 58' Pizarro 87' | (0–0) Jegyzőkönyv | Ahamada 54' |

| Olympiastadion, München Nézőszám: 32 000 Játékvezető: Knud Erik Fisker (dán) |

### B csoport
| Hely. | Csapat       | M | Gy | D | V | G+ | G– | Gk | P | Továbbjutás                                |     | BAR | LIV | ROM | GAL |
| ----- | ------------ | - | -- | - | - | -- | -- | -- | - | ------------------------------------------ | --- | --- | --- | --- | --- |
| 1.    | FC Barcelona | 6 | 2  | 3 | 1 | 7  | 7  | 0  | 9 | Továbbjutott az egyenes kieséses szakaszba |     | —   | 0–0 | 1–1 | 2–2 |
| 2.    | Liverpool FC | 6 | 1  | 4 | 1 | 4  | 4  | 0  | 7 | Továbbjutott az egyenes kieséses szakaszba |     | 1–3 | —   | 2–0 | 0–0 |
| 3.    | AS Roma      | 6 | 1  | 4 | 1 | 6  | 5  | +1 | 7 |                                            |     | 3–0 | 0–0 | —   | 1–1 |
| 4.    | Galatasaray  | 6 | 0  | 5 | 1 | 5  | 6  | −1 | 5 |                                            | 0–1 | 1–1 | 1–1 | —   |     |

| 2001. november 20. 20:45 |

| Liverpool FC | 1–3               | FC Barcelona                             |
| ------------ | ----------------- | ---------------------------------------- |
| Owen 27'     | (1–1) Jegyzőkönyv | Kluivert 41' Rochemback 65' Overmars 84' |

| Anfield, Liverpool Nézőszám: 41 521 Játékvezető: Hellmut Krug (német) |

| 2001. november 20. 20:45 |

| Galatasaray | 1–1               | AS Roma       |
| ----------- | ----------------- | ------------- |
| Pérez 22'   | (1–0) Jegyzőkönyv | Emerson 90+2' |

| Ali Sami Yen Stadium, Isztambul Nézőszám: 15 750 Játékvezető: Claude Colombo (francia) |

| 2001. december 5. 20:45 |

| AS Roma | 0–0         | Liverpool FC |
| ------- | ----------- | ------------ |
|         | Jegyzőkönyv |              |

| Olimpiai Stadion, Róma Nézőszám: 58 721 Játékvezető: Dick Jol (holland) |

| 2001. december 5. 20:45 |

| FC Barcelona    | 2–2               | Galatasaray                 |
| --------------- | ----------------- | --------------------------- |
| Saviola 49' 66' | (0–2) Jegyzőkönyv | Ümit Karan 5' Fleurquin 41' |

| Camp Nou, Barcelona Nézőszám: 45 000 Játékvezető: Markus Merk (német) |

| 2002. február 20. 20:45 |

| FC Barcelona | 1–1               | AS Roma     |
| ------------ | ----------------- | ----------- |
| Kluivert 82' | (0–0) Jegyzőkönyv | Panucci 57' |

| Camp Nou, Barcelona Nézőszám: 90 527 Játékvezető: Gilles Veissière (francia) |

| 2002. február 20. 20:45 |

| Liverpool FC | 0–0         | Galatasaray |
| ------------ | ----------- | ----------- |
|              | Jegyzőkönyv |             |

| Anfield, Liverpool Nézőszám: 41 605 Játékvezető: Vítor Melo Pereira (portugál) |

| 2002. február 26. 20:45 |

| AS Roma                                | 3–0               | FC Barcelona |
| -------------------------------------- | ----------------- | ------------ |
| Emerson 61' Montella 74' Tommasi 90+2' | (0–0) Jegyzőkönyv |              |

| Olimpiai Stadion, Róma Nézőszám: 75 000 Játékvezető: Kim Milton Nielsen (dán) |

| 2002. február 26. 20:45 |

| Galatasaray   | 1–1               | Liverpool FC |
| ------------- | ----------------- | ------------ |
| Niculescu 71' | (0–0) Jegyzőkönyv | Heskey 79'   |

| Anfield, Liverpool Nézőszám: 22 100 Játékvezető: Urs Meier (svájci) |

| 2002. március 13. 20:45 |

| FC Barcelona | 0–0         | Liverpool FC |
| ------------ | ----------- | ------------ |
|              | Jegyzőkönyv |              |

| Camp Nou, Barcelona Nézőszám: 83 441 Játékvezető: Kyros Vassaras (görög) |

| 2002. március 13. 20:45 |

| AS Roma  | 1–1               | Galatasaray    |
| -------- | ----------------- | -------------- |
| Cafu 52' | (0–1) Jegyzőkönyv | Ümit Karan 45' |

| Olimpiai Stadion, Róma Nézőszám: 58 630 Játékvezető: Anders Frisk (svéd) |

| 2002. március 19. 20:45 |

| Liverpool FC                      | 2–0               | AS Roma |
| --------------------------------- | ----------------- | ------- |
| Litmanen 7' (11-esből) Heskey 64' | (1–0) Jegyzőkönyv |         |

| Anfield, Liverpool Nézőszám: 41 794 Játékvezető: Rune Pedersen (norvég) |

| 2002. március 19. 20:45 |

| Galatasaray | 0–1               | FC Barcelona     |
| ----------- | ----------------- | ---------------- |
|             | (0–0) Jegyzőkönyv | Luis Enrique 58' |

| Ali Sami Yen Stadium, Isztambul Nézőszám: 21 011 Játékvezető: René Temmink (holland) |

### C csoport
| Hely. | Csapat         | M | Gy | D | V | G+ | G– | Gk | P  | Továbbjutás                                |     | RMA | PAN | SPP | POR |
| ----- | -------------- | - | -- | - | - | -- | -- | -- | -- | ------------------------------------------ | --- | --- | --- | --- | --- |
| 1.    | Real Madrid    | 6 | 5  | 1 | 0 | 14 | 5  | +9 | 16 | Továbbjutott az egyenes kieséses szakaszba |     | —   | 3–0 | 3–0 | 1–0 |
| 2.    | Panathinaikósz | 6 | 2  | 2 | 2 | 7  | 8  | −1 | 8  | Továbbjutott az egyenes kieséses szakaszba |     | 2–2 | —   | 2–1 | 0–0 |
| 3.    | Sparta Praha   | 6 | 2  | 0 | 4 | 6  | 10 | −4 | 6  |                                            |     | 2–3 | 0–2 | —   | 2–0 |
| 4.    | FC Porto       | 6 | 1  | 1 | 4 | 3  | 7  | −4 | 4  |                                            | 1–2 | 2–1 | 0–1 | —   |     |

| 2001. november 21. 20:45 |

| Sparta Praha            | 2–3               | Real Madrid                  |
| ----------------------- | ----------------- | ---------------------------- |
| Michalík 30' Sionko 72' | (1–2) Jegyzőkönyv | Zidane 20' Morientes 36' 74' |

| AXA Arena, Prága Nézőszám: 19 156 Játékvezető: Stefano Braschi (olasz) |

| 2001. november 21. 20:45 |

| Panathinaikósz | 0–0         | FC Porto |
| -------------- | ----------- | -------- |
|                | Jegyzőkönyv |          |

| Apostolos Nikolaidis Stadium, Athén Nézőszám: 15 208 Játékvezető: Graham Poll (angol) |

| 2001. december 4. 20:45 |

| FC Porto | 0–1               | Sparta Praha |
| -------- | ----------------- | ------------ |
|          | (0–0) Jegyzőkönyv | Sionko 75'   |

| Estádio das Antas, Porto Nézőszám: 25 766 Játékvezető: Nikolai Levnikov (orosz) |

| 2001. december 4. 20:45 |

| Real Madrid               | 3–0               | Panathinaikósz |
| ------------------------- | ----------------- | -------------- |
| Helguera 41' Raúl 66' 72' | (1–0) Jegyzőkönyv |                |

| Santiago Bernabeu, Madrid Nézőszám: 50 000 Játékvezető: Gilles Veissière (francia) |

| 2002. február 19. 20:45 |

| Real Madrid | 1–0               | FC Porto |
| ----------- | ----------------- | -------- |
| Solari 83'  | (0–0) Jegyzőkönyv |          |

| Santiago Bernabeu, Madrid Nézőszám: 59 000 Játékvezető: Markus Merk (német) |

| 2002. február 19. 20:45 |

| Sparta Praha | 0–2               | Panathinaikósz                  |
| ------------ | ----------------- | ------------------------------- |
|              | (0–1) Jegyzőkönyv | Karagounis 39' Konstantinou 71' |

| AXA Arena, Prága Nézőszám: 15 557 Játékvezető: Stuart Dougal (skót) |

| 2002. február 27. 20:45 |

| FC Porto    | 1–2               | Real Madrid            |
| ----------- | ----------------- | ---------------------- |
| Capucho 28' | (1–2) Jegyzőkönyv | Solari 7' Helguera 20' |

| Estádio das Antas, Porto Nézőszám: 34 700 Játékvezető: Pierluigi Collina (olasz) |

| 2002. február 27. 20:45 |

| Panathinaikósz       | 2–1               | Sparta Praha |
| -------------------- | ----------------- | ------------ |
| Konstantinou 15' 47' | (1–0) Jegyzőkönyv | Klein 90'    |

| Apostolos Nikolaidis Stadium, Athén Nézőszám: 15 053 Játékvezető: Knud Erik Fisker (dán) |

| 2002. március 12. 20:45 |

| Real Madrid                   | 3–0               | Sparta Praha |
| ----------------------------- | ----------------- | ------------ |
| Solari 60' Guti 64' Sávio 71' | (0–0) Jegyzőkönyv |              |

| Santiago Bernabéu, Madrid Nézőszám: 41 312 Játékvezető: Graham Poll (angol) |

| 2002. március 12. 20:45 |

| FC Porto          | 2–1               | Panathinaikósz |
| ----------------- | ----------------- | -------------- |
| Deco 12' Pena 54' | (1–0) Jegyzőkönyv | Kolkka 65'     |

| Estádio das Antas, Porto Nézőszám: 12 835 Játékvezető: Ľuboš Micheľ (szlovák) |

| 2002. március 20. 20:45 |

| Sparta Praha           | 2–0               | FC Porto |
| ---------------------- | ----------------- | -------- |
| Sionko 63' Jarošík 71' | (0–0) Jegyzőkönyv |          |

| AXA Arena, Prága Nézőszám: 10 521 Játékvezető: Wolfgang Stark (német) |

| 2002. március 20. 20:45 |

| Panathinaikósz             | 2–2               | Real Madrid                |
| -------------------------- | ----------------- | -------------------------- |
| Liberopoulos 9' Goumas 64' | (1–1) Jegyzőkönyv | Morientes 11' Portillo 80' |

| Apostolos Nikolaidis Stadium, Athén Nézőszám: 15 569 Játékvezető: Domenico Messina (olasz) |

### D csoport
| Hely. | Csapat              | M | Gy | D | V | G+ | G– | Gk | P  | Továbbjutás                                |     | LEV | DEP | ARS | JUV |
| ----- | ------------------- | - | -- | - | - | -- | -- | -- | -- | ------------------------------------------ | --- | --- | --- | --- | --- |
| 1.    | Bayer Leverkusen    | 6 | 3  | 1 | 2 | 11 | 11 | 0  | 10 | Továbbjutott az egyenes kieséses szakaszba |     | —   | 3–0 | 1–1 | 3–1 |
| 2.    | Deportivo La Coruña | 6 | 3  | 1 | 2 | 7  | 6  | +1 | 10 | Továbbjutott az egyenes kieséses szakaszba |     | 1–3 | —   | 2–0 | 2–0 |
| 3.    | Arsenal             | 6 | 2  | 1 | 3 | 8  | 8  | 0  | 7  |                                            |     | 4–1 | 0–2 | —   | 3–1 |
| 4.    | Juventus            | 6 | 2  | 1 | 3 | 7  | 8  | −1 | 7  |                                            | 4–0 | 0–0 | 1–0 | —   |     |

| 2001. november 21. 20:45 |

| Deportivo La Coruña   | 2–0               | Arsenal |
| --------------------- | ----------------- | ------- |
| Makaay 9' Tristán 25' | (2–0) Jegyzőkönyv |         |

| Estadio Riazor, A Coruña Nézőszám: 25 864 Játékvezető: Terje Hauge (norvég) |

| 2001. november 29. 15:00 |

| Juventus                                 | 4–0               | Bayer Leverkusen |
| ---------------------------------------- | ----------------- | ---------------- |
| Trezeguet 8' 60' Del Piero 37' Tudor 44' | (3–0) Jegyzőkönyv |                  |

| Stadio delle Alpi, Torino Nézőszám: 4926 Játékvezető: Urs Meier (svájci) |

A Juventus–Bayer Leverkusen mérkőzést eredetileg november 21-én játszották volna, de a nagy köd miatt elhalasztották november 28-án. Hasonló időjárási helyzet miatt végül november 29-én játszották le.
| 2001. december 4. 20:45 |

| Arsenal                     | 3–1               | Juventus      |
| --------------------------- | ----------------- | ------------- |
| Ljungberg 21' 88' Henry 28' | (2–0) Jegyzőkönyv | Trezeguet 49' |

| Highbury, London Nézőszám: 35 421 Játékvezető: Vítor Melo Pereira (portugál) |

| 2001. december 4. 20:45 |

| Bayer Leverkusen                        | 3–0               | Deportivo La Coruña |
| --------------------------------------- | ----------------- | ------------------- |
| Zé Roberto 64' Neuville 67' Ballack 79' | (0–0) Jegyzőkönyv |                     |

| BayArena, Leverkusen Nézőszám: 22 500 Játékvezető: Kyros Vassaras (görög) |

| 2002. február 19. 20:45 |

| Bayer Leverkusen | 1–1               | Arsenal   |
| ---------------- | ----------------- | --------- |
| Kirsten 90'      | (0–0) Jegyzőkönyv | Pirès 56' |

| BayArena, Leverkusen Nézőszám: 22 500 Játékvezető: Alain Sars (francia) |

| 2002. február 19. 20:45 |

| Juventus | 0–0         | Deportivo La Coruña |
| -------- | ----------- | ------------------- |
|          | Jegyzőkönyv |                     |

| Stadio delle Alpi, Torino Nézőszám: 9836 Játékvezető: Hugh Dallas (skót) |

| 2002. február 27. 20:45 |

| Arsenal                                   | 4–1               | Bayer Leverkusen |
| ----------------------------------------- | ----------------- | ---------------- |
| Pirès 5' Henry 7' Vieira 48' Bergkamp 83' | (2–0) Jegyzőkönyv | Sebescen 86'     |

| Highbury, London Nézőszám: 35 019 Játékvezető: Alain Hamer (luxemburgi) |

| 2002. február 27. 20:45 |

| Deportivo La Coruña      | 2–0               | Juventus |
| ------------------------ | ----------------- | -------- |
| Tristán 8' Djalminha 77' | (1–0) Jegyzőkönyv |          |

| Estadio Riazor, A Coruña Nézőszám: 24 885 Játékvezető: Anders Frisk (svéd) |

| 2002. március 12. 20:45 |

| Bayer Leverkusen                            | 3–1               | Juventus  |
| ------------------------------------------- | ----------------- | --------- |
| Butt 24' (11-esből) Brdarić 71' Babić 90+1' | (1–0) Jegyzőkönyv | Tudor 61' |

| BayArena, Leverkusen Nézőszám: 22 500 Játékvezető: Kim Milton Nielsen (dán) |

| 2002. március 12. 20:45 |

| Arsenal | 0–2               | Deportivo La Coruña    |
| ------- | ----------------- | ---------------------- |
|         | (0–2) Jegyzőkönyv | Valerón 30' Najbet 40' |

| Highbury, London Nézőszám: 35 392 Játékvezető: Urs Meier (svájci) |

| 2002. március 20. 20:45 |

| Juventus     | 1–0               | Arsenal |
| ------------ | ----------------- | ------- |
| Zalayeta 76' | (0–0) Jegyzőkönyv |         |

| Stadio delle Alpi, Torino Nézőszám: 7070 Játékvezető: Karl-Erik Nilsson (svéd) |

| 2002. március 20. 20:45 |

| Deportivo La Coruña | 1–3               | Bayer Leverkusen                       |
| ------------------- | ----------------- | -------------------------------------- |
| Tristán 75'         | (0–1) Jegyzőkönyv | Ballack 34' Schneider 54' Neuville 86' |

| Estadio Riazor, A Coruña Nézőszám: 23 532 Játékvezető: Valentin Ivanov (orosz) |